# Distribución logarítmica
En teoría de la probabilidad, la distribución logarítmica es una distribución de probabilidad discreta derivada de la expansión en series de Maclaurin
{\displaystyle -\ln(1-p)=p+{\frac {p^{2}}{2}}+{\frac {p^{3}}{3}}+\cdots .}
A partir de ella, se obtiene
{\displaystyle \sum _{k=1}^{\infty }{\frac {-1}{\ln(1-p)}}\;{\frac {p^{k}}{k}}=1.}
Por lo tanto, los valores
{\displaystyle f(k)={\frac {-1}{\ln(1-p)}}\;{\frac {p^{k}}{k}}}
pueden interpretarse como los pesos de una distribución de probabilidad, que es, precisamente, la logarítmica (de parámetro p).
La función de probabilidad acumulada es
{\displaystyle F(k)=1+{\frac {\mathrm {B} (p;k+1,0)}{\ln(1-p)}}}
donde B es la función beta incompleta.

## Relación con otras distribuciones
Una mezcla de variables aleatorias independientes con una distribución logarítmica de acuerdo con la distribución de Poisson sigue una distribución binomial negativa. Dicho de otro modo, si N es una variable aleatoria de Poisson y Xi, i = 1, 2, 3, ... es una sucesión infinita de variables aleatorias que siguen la distribución logarítmica de parámetro p, entonces la variable aleatoria
{\displaystyle \sum _{n=1}^{N}X_{i}}
sigue una ley binomial negativa.

## Historia
R.A. Fisher describió esta distribución en un artículo en el que se describía la abundancia relativa de especies en un determinado hábitat.